# Nazco Indian Reserve 20
Nazco Indian Reserve 20 är ett reservat i Kanada.   Det ligger i provinsen British Columbia, i den centrala delen av landet, 3 500 km väster om huvudstaden Ottawa.
I omgivningarna runt Nazco Indian Reserve 20 växer i huvudsak barrskog. Trakten runt Nazco Indian Reserve 20 är nära nog obefolkad, med mindre än två invånare per kvadratkilometer.